# コンチネンタル CAE T51
コンチネンタル CAE T51はコンチネンタル・アビエーション・アンド・エンジニアリング（現テレダイン・テクノロジーズ）がチュルボメカ社のライセンスの許諾を受けて生産した小型ターボシャフトエンジンである。アルトゥーステを元にT72、T65とT67の3形式のエンジンが開発された。 しかしこれらのエンジンはT51を含めてどれも量産されなかった。
1967年にベル 212のエンジンの選定においてXT67がプラット・アンド・ホイットニー・カナダ PT6Tに敗れたことを契機として、CAEはターボシャフトの開発から撤退した。

## 派生型
XT51-1 (モデル 210)
アルトゥーステ Iを原型とする; 280 shp.
XT51-3 (モデル 220-2)
アルトゥーステ IIを原型とする; 425 shp.
XT72 (モデル 217-5)
チュルボメカ アスタゾウを原型とする; 600 shp.
XT65 (モデル 217-10)
アスタズウの小型版; 軽観測ヘリコプター用の動力としてアリソン T63に対抗した; 305 shp.
XT67 (モデル 217A)
2基のエンジンで共通の減速機を駆動; アスタズウ X とT72を原型とする; 1,540 shp.

## 搭載機
XT51-1
- XL-19C バード ドッグ
- シコルスキー XH-39（英語版） (S-59)

XT51-3
- ベル 201（英語版） (XH-13F)

XT67
- ベル 208

XT72
- Republic Lark (ライセンス生産のアエロスパシアル アルエット II)

## 仕様諸元 (T51-3)
一般的特性
- 形式: ターボシャフト
- 全長:
- 直径:
- 乾燥重量:

構成要素
- 圧縮機:

性能
- 出力:
- 出力重量比: